# Руцкой, Александр Владимирович
Алекса́ндр Влади́мирович Руцко́й (род. 16 сентября 1947, Проскуров, Каменец-Подольская область, Украинская ССР, СССР) — советский и российский военный, государственный и политический деятель, Герой Советского Союза (1988), генерал-майор авиации (1991) в отставке, доктор экономических наук, кандидат военных наук, профессор. Участник Афганской войны.
В 1990—1991 годах — народный депутат РСФСР, член Совета Национальностей Верховного Совета РСФСР, член Президиума Верховного Совета РСФСР.
Единственный в истории постсоветской России вице-президент (1991—1993). С 22 сентября по 4 октября 1993 года — и. о. Президента Российской Федерации, при этом полномочия не признавались Б. Н. Ельциным.
В 1996—2000 годах — губернатор Курской области, член Совета Федерации, член комитета Совета Федерации по вопросам экономической политики.

## Ранние годы и карьера

### Происхождение и ранние годы
Александр Руцкой родился 16 сентября 1947 года в городе Проскурове (ныне — Хмельницкий) Каменец-Подольской (ныне — Хмельницкой) области Украинской ССР в семье кадрового военного (офицера-танкиста), участника Великой Отечественной войны.
Провёл детство в гарнизонах по месту военной службы отца.
В 1964 году окончил восьмилетнюю среднюю школу. С 1964 по 1966 годы обучался в вечерней школе, одновременно работая авиационным механиком на военном аэродроме. Занимался в аэроклубе на отделении пилотов ещё с 9 класса школы. После временного переезда семьи Руцкого во Львов (в связи с увольнением отца в запас в 1966 году) работал на Львовском авиационно-ремонтном заводе слесарем-сборщиком.
В 1966 году, после призыва Руцкого в Вооружённые силы СССР, его родители переехали в Курск, на родину отца.

### Семья
- Отец — Владимир Александрович Руцкой (1924—1991[4]), кадровый военный, танкист[4][6], подполковник в отставке[4], ветеран Великой Отечественной войны[4], прошёл всю войну и дошёл до Берлина, награждён шестью орденами и пятнадцатью медалями[7].
- Мать — Зинаида Иосифовна Соколовская (1927—2004)[8], окончила торговый техникум, работала в сфере обслуживания[7].
- Дед — Александр Иванович Руцкой, почётный железнодорожник СССР.
- Бабушка — Марья Павловна Волохова.
- Средний брат — Михаил Владимирович Руцкой, подполковник МВД, в 1991 году окончил Академию МВД России в Москве и стал старшим оперуполномоченным уголовного розыска в Курске, затем до 1998 года занимал должность начальника Управления внутренних дел Курской области[9] — начальника милиции общественной безопасности (МОБ). Во время событий октября 1993 года находился в Доме Советов вместе со своим братом[10]. 4 октября 1993 года после выхода из здания Верховного Совета России получил касательное ранение в бок и в ногу[источник не указан 911 дней].
- Младший брат — Владимир Владимирович Руцкой (1952—2017), военный лётчик, служил в Борисоглебском высшем военном авиационном училище[11], подполковник запаса[9]. Впоследствии стал главой АО «Фактор», в управление которого перешёл Конышёвский мясокомбинат.

### Военная служба
В ноябре 1966 года Александр Руцкой был призван на военную службу в рядах Советской армии. Служил в городе Канске Красноярского края в школе воздушных стрелков-радистов. В 1967 году в звании сержанта поступил в Барнаульское высшее военное авиационное училище лётчиков имени К. А. Вершинина и окончил его в 1971 году. С 1971 по 1977 годы служил в Борисоглебском высшем военном авиационном училище имени В. П. Чкалова. Занимал должности лётчика-инструктора, командира авиационного звена, заместителя командира авиационной эскадрильи. В 1980 году окончил Военно-воздушную академию имени Ю. А. Гагарина (ВВА). После окончания ВВА был направлен в Группу советских войск в Германии командиром эскадрильи. Служил в гвардейском полку истребителей-бомбардировщиков. Последняя должность — начальник штаба полка.

#### Участие в боевых действиях в Афганистане
С 1985 по 1988 годы Александр Руцкой участвовал в боевых действиях в составе ограниченного контингента советских войск в Афганистане (ОКСВА). Занимал должность командира отдельного авиационного штурмового полка 40-й общевойсковой армии. За время афганской войны совершил 485 боевых вылетов на штурмовике Су-25, дважды был сбит.
6 апреля 1986 года в 22:00 во время 360-го боевого вылета самолёт командира авиаполка подполковника Руцкого был сбит с земли в ходе битвы за базу Джавара ракетой из переносного зенитно-ракетного комплекса «FIM-43 Redeye». На самолёте с горящими двигателями лётчик старался дотянуть до своих и поэтому катапультировался лишь за несколько секунд до столкновения с землёй с высоты 50 метров. При ударе о землю серьёзно повредил позвоночник (согласно диагнозу медиков, получил компрессионный перелом позвоночника). Был подобран бронетранспортёром афганской армии, но в ходе перестрелки получил два ранения (в ногу и спину), после чего был эвакуирован советским вертолётом в госпиталь 40-й общевойсковой армии. По словам врачей, выжил чудом, ему предстояло остаток жизни провести в инвалидном кресле и забыть о полётах навсегда. Но, наперекор всем медицинским прогнозам, уже через полтора месяца после падения, в результате сложнейшей реабилитации и упорных тренировок Руцкой восстановился и начал самостоятельно ходить сначала на костылях, а потом и без них. После лечения в госпитале был отстранён от полётов и в декабре 1986 года получил назначение на должность заместителя начальника Центра боевого применения и переучивания лётного состава фронтовой авиации Военно-воздушных сил СССР в Липецке.
Первое упоминание о Руцком в СМИ  появилось 13 июня 1986 года в газете «Красная звезда».
Вновь был допущен к полётам после прохождения медицинской комиссии по программе космонавтов в 7-м Институте космической медицины. В апреле 1988 года был назначен заместителем командующего военно-воздушными силами 40-й общевойсковой армии Туркестанского военного округа и снова направлен в Республику Афганистан (ограниченный контингент советских войск в Республике Афганистан). В апреле-августе совершил 97 боевых вылетов, из них 48 ночью.

4 августа 1988 года был сбит вторично, истребителем «F-16» ВВС Пакистана (ракетой «Сайдуайндер»), пилотируемым лётчиком Атером Бохари, во время нанесения ночного бомбово-штурмового удара по складам боеприпасов афганских моджахедов у кишлака Шабохейль южнее Хоста, откуда до афгано-пакистанской границы оставалось всего 6—7 километров (советской авиации запрещалось приближаться к границе ближе 5 километров). Это обстоятельство советской стороной в дальнейшем никогда не оспаривалось, оспаривались субъективные причины, по которым самолёт «Су-25» Руцкого там оказался. Один из двоих пакистанских пилотов, участвовавших в операции по перехвату самолёта Руцкого, оказался выпускником советского военного авиационного училища. По свидетельству самого Руцкого, его предал свой же коллега, командир группы истребителей прикрытия, который сообщил пакистанской стороне, что именно Руцкой будет вылетать на задание, и дал координаты его местонахождения истребителям пакистанских ПВО.[уточнить] Приземлился Руцкой на лес, после чего, по собственным словам, пять дней уходил от преследования, пройдя при сорокаградусной жаре и без еды 28 км. Как рассказывал Руцкой, долго отстреливался от окруживших его душманов, сумел почти всех их уничтожить, скрылся в горах и уже почти добрался до своих, но 9 августа был выдан преследовавшим его афганским моджахедам случайно повстречавшейся ему на пути местной жительницей. Как вспоминал Руцкой, содержался он в заключении у афганского полевого командира Гульбеддина Хекматияра, где почти двое суток висел на дыбе. 11 августа моджахеды передали его пакистанской разведке. Власти Пакистана обвинили полковника Руцкого в бомбардировке территории Пакистана, в жёсткой форме допрашивали его по 8—10 часов в день, требовали дать информацию о составе советских войск, о системе охраны военных объектов и аэродромов, фактически склоняя его к предательству; как вспоминал Руцкой, пытались его завербовать, предлагали за предательство родины паспорт гражданина Канады и два миллиона долларов США, но лётчик отказался. Понимая, что склонить советского пленника к предательству не удастся, пакистанские военные 18 августа привезли его на окраину какого-то села, завели в глинобитный дом и поставили на колени. В доме его ждали четыре вооружённых автоматами моджахеда. Перед расстрелом, вспоминал Руцкой, пакистанские военные дали ему последний шанс раскрыть секретные данные Советской армии, но Руцкой снова отказался. Военные вышли, оставив лётчика с бандитами, один из них приставил к его груди автомат и взвёл курок, но выстрел так и не прозвучал. Военные устроили имитацию казни Руцкого, но и это его не сломало. 20 августа 1988 года он был передан советским дипломатическим представителям в Исламабаде в обмен на гражданина Пакистана, обвинённого в шпионаже против СССР. 21 августа Руцкой вылетел в Москву. Освобождением Руцкого занимался непосредственно руководитель Первого главного управления КГБ СССР В. А. Крючков. По другим сведениям, в частности, согласно заявлению Бориса Громова, Руцкой был дважды выкуплен из плена.
8 декабря 1988 года указом Президиума Верховного Совета СССР Александр Руцкой был удостоен звания «Герой Советского Союза» с вручением ордена Ленина и медали «Золотая Звезда» (медаль № 11589) за мужество и героизм, проявленные при выполнении интернациональной помощи Республике Афганистан. На момент награждения Руцкой — полковник, награждённый орденом Красного Знамени, орденом Красной Звезды, орденом Красного Знамени (ДРА), орденом «Звезда» 1 степени (ДРА) и семью медалями.
В 1990 году с отличием окончил Военную академию Генерального штаба Вооружённых сил СССР имени К. Е. Ворошилова. Защитил диссертацию на соискание учёной степени кандидата военных наук по военной психологии и получил назначение в город Липецк начальником Центра боевого применения и переучивания лётного состава фронтовой авиации Военно-воздушных сил СССР.
24 августа 1991 года указом Президента СССР М. С. Горбачёва Александру Руцкому присвоено воинское звание генерал-майора авиации.

### Политическая и государственная деятельность
В 1988 году вступил в московское общество русской культуры «Отечество». В мае 1989 года был избран заместителем председателя правления этого общества. В начале 1990 года отошёл от этой организации.

#### Выдвижение в народные депутаты СССР
В мае 1989 года выставил свою кандидатуру в народные депутаты СССР по Кунцевскому территориальному избирательному округу № 13. Выдвижение Руцкого поддержали райком КПСС, движения «Отечество» и «Память». Доверенными лицами Руцкого были член Совета «Отечества» подполковник Валерий Бурков и митрополит Волоколамский Питирим. Его соперниками были в основном «демократы» — поэт Евгений Евтушенко, драматург Михаил Шатров, редакторы «Огонька» и «Юности» — Виталий Коротич и Андрей Дементьев, публицист Юрий Черниченко, юрист Савицкий. В первом туре выборов Руцкой опередил всех остальных кандидатов, однако во втором туре набрал 30,38 % голосов «за» и 66,78 % «против», проиграв главному редактору газеты «Московская правда» и стороннику Бориса Ельцина Валентину Логунову.
18 марта 1990 года был избран народным депутатом РСФСР по Курскому национально-территориальному избирательному округу № 52. В первом туре, где баллотировалось 8 кандидатов, набрал 12,8 % голосов. Во втором туре вышел на первое место, опередив своего главного соперника, священника Никодима Ермолатия, набрав 51,3 % голосов избирателей (Ермолатий — 44,1 %).
На I Съезде народных депутатов РСФСР был избран членом Совета Национальностей Верховного Совета РСФСР, председателем Комитета Верховного Совета по делам инвалидов, ветеранов войны и труда, социальной защиты военнослужащих и членов их семей, членом Президиума Верховного Совета.

#### Работа в ВС РСФСР
В июне 1990 года поддержал Декларацию о государственном суверенитете РСФСР.
На III сессии Верховного Совета поддержал Ельцина, осудившего действия руководства СССР во время событий в Вильнюсе в январе 1991 года:
Кто может гарантировать, что завтра мы не увидим танки на набережной Москвы-реки у Белого дома?
11 марта 1991 года совместно с Русланом Хасбулатовым подписал письмо, направленное против группы членов Президиума Верховного Совета (Горячева, Сыроватко, Исаков и другие), составивших оппозицию Ельцину и предлагавших ему покинуть пост председателя Верховного Совета.

#### Политическая деятельность

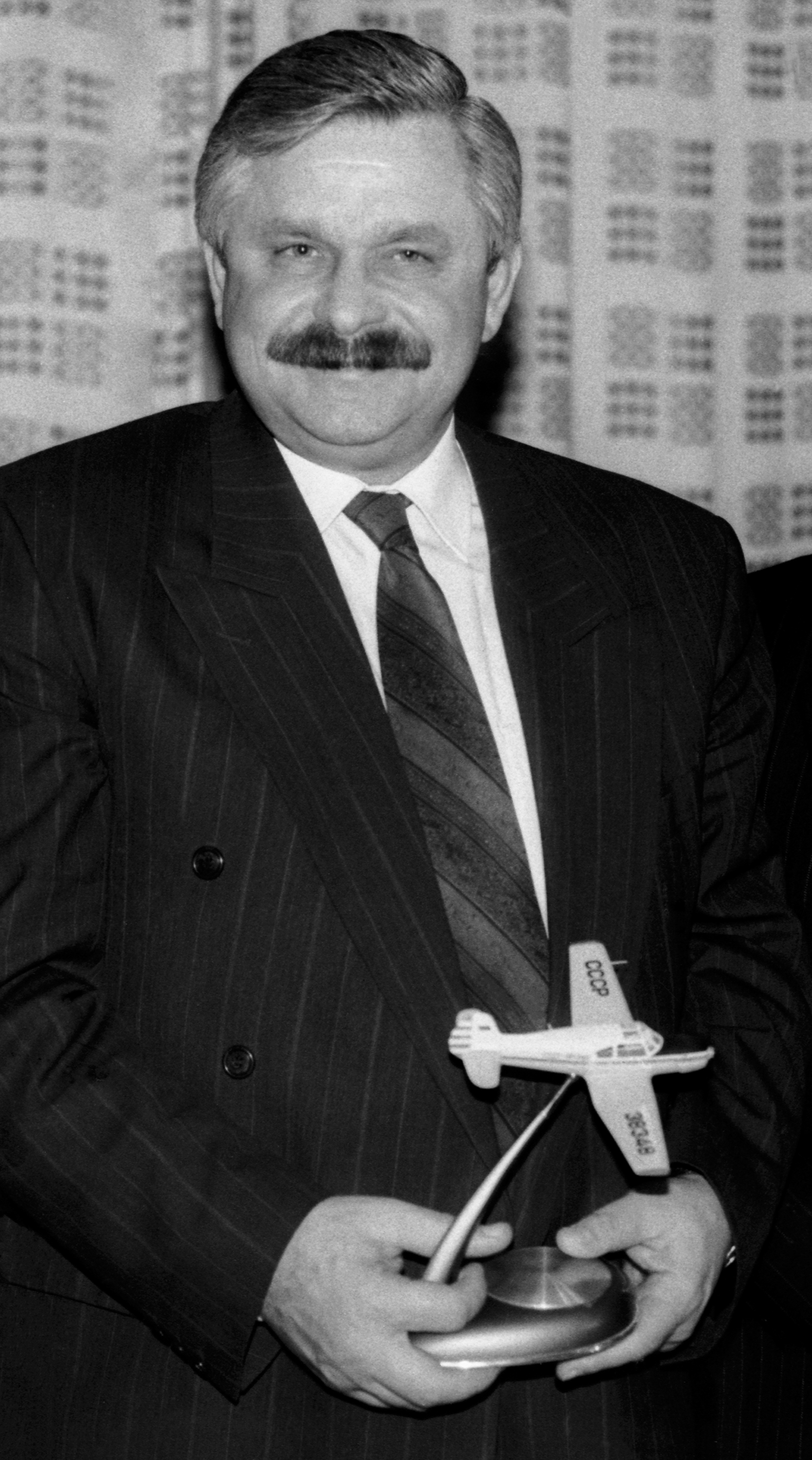
Александр Руцкой в ноябре 1991 года

Летом 1990 года стал делегатом Учредительного съезда Коммунистической партии РСФСР (российской республиканской организации КПСС). Был избран членом ЦК КП РСФСР. Впоследствии Руцкой заявлял, что был избран в ЦК по инициативе первого секретаря ЦК компартии республики И. К. Полозкова, заочно и без собственного согласия. В июле 1990 года был избран делегатом XXVIII съезда КПСС.
31 марта 1991 года во время III Съезда народных депутатов РСФСР объявил о создании депутатской группы (фракции) «Коммунисты за демократию», которую некоторые прозвали «Волки за вегетарианство». Обвинил фракцию «Коммунисты России» в отходе от решений XIX Всесоюзной конференции и XXVIII съезда КПСС и объявил о намерении новой депутатской группы обеспечить твёрдую поддержку Верховному Совету РСФСР в деле утверждения суверенитета России и мероприятиях по выходу из экономического кризиса. С апреля 1991 года являлся членом оргкомитета Демократической партии коммунистов России. 1 июля 1991 года в центральных СМИ было опубликовано обращение «За объединение сил демократии и реформ», в котором провозглашалась необходимость создания Движения демократических реформ; в числе подписавших был и Руцкой, который вошёл в оргкомитет ДДР, а депутатская группа «Коммунисты за демократию» стала коллективным членом движения.
2—3 июля 1991 года прошла учредительная конференция Демократической партии коммунистов России (ДПКР) в составе КПСС. Открывая конференцию, Руцкой, к тому времени уже избранный вице-президентом РСФСР, заявил, что создаваемая партия будет, в отличие от КП РСФСР, поддерживать законно избранную народом России власть, и подчеркнул, что ДПКР намерена, руководствуясь ст. 22 устава КПСС, оставаться в её рядах, пока есть надежда на приверженность высшего руководства КПСС курсу демократических реформ. На конференции был избран председателем совета ДПКР.
6 августа 1991 года пленум ЦК Компартии РСФСР за действия, противоречащие Уставу КПСС, вывел Руцкого из состава ЦК. Было также рекомендовано исключить его из партии «за действия, направленные на её раскол». Партийная организация политуправления ВВС, где Руцкой состоял на учёте, поддержала решение ЦК и исключила его из рядов КПСС «за фракционную деятельность».
26—27 октября 1991 года на I съезде ДПКР партия была переименована в Народную партию «Свободная Россия» (НПСР). Руцкой был избран председателем НПСР.
14—15 декабря 1991 года на учредительном съезде Международного движения демократических реформ был избран членом политсовета движения (до 26 декабря 1992 года).
В феврале 1992 года, вопреки мнению других руководителей НПСР, принял участие в Конгрессе гражданских и патриотических сил, созванном по инициативе Виктора Аксючица.
В марте 1992 года подписал с председателем Демократической партией России Николаем Травкиным соглашение о сотрудничестве НПСР и ДПР. В июне 1992 года вместе с Травкиным и Аркадием Вольским выступил инициатором создания центристской коалиции «Гражданский союз». 21 июня 1992 года участвовал в Форуме общественных сил «Гражданский союз», был избран в состав политического консультативного совета «Гражданского союза».

## Вице-президент Российской Федерации (1991—1993)

### Выдвижение
18 мая 1991 года был выдвинут кандидатом в вице-президенты в паре с кандидатом в президенты Борисом Ельциным. До этого ходили различные версии о том, кто станет кандидатом в вице-президенты: Геннадий Бурбулис, Гавриил Попов, Анатолий Собчак, Галина Старовойтова, Сергей Шахрай. Многие «демократы» сочли этот поступок Ельцина ошибочным. Кандидатура Руцкого была выбрана Ельциным в самый последний день подачи заявки.
12 июня 1991 года был избран вице-президентом Российской Федерации вместе с президентом РСФСР Б. Н. Ельциным. 10 июля вступил в должность вице-президента и в связи с этим сложил с себя депутатские полномочия и обязанности члена Верховного Совета РСФСР.

### Августовские события 1991 года
19—21 августа 1991 года, в ходе путча ГКЧП, был одним из организаторов обороны здания Верховного Совета Российской Федерации. Утром 19 августа одним из первых прибыл в Белый дом. 20 августа в Кремле участвовал в переговорах с Анатолием Лукьяновым и поставил ему ультиматум, где одним из требований российского руководства значилась встреча с М. С. Горбачёвым в течение ближайших 24-х часов. 21 августа вместе с Иваном Силаевым и Вадимом Бакатиным возглавил делегацию, которая вывезла М. С. Горбачёва из Фороса.
В ноябре 1991 года был инициатором введения чрезвычайного положения в Чечено-Ингушской АССР, где в этот период Джохар Дудаев устроил военный переворот и захватил власть. Это привело к началу кампании по дискредитации Руцкого в СМИ. Выступал за немедленное подписание нового Союзного договора. В декабре 1991 года Руцкой выступил в защиту бывшего заместителя командира Рижского ОМОНа офицера МВД России Сергея Парфёнова, который был арестован на территории РСФСР и вывезен в Латвию.

### Конфликт с президентом
Руцкой подверг критике подписанное 8 декабря руководителями России, Украины и Белоруссии Беловежское соглашение, прекратившее существование СССР как единого государства. Тогда же Руцкой встретился с президентом Горбачёвым и пытался убедить его арестовать Ельцина, Шушкевича и Кравчука. Горбачёв вяло возражал Руцкому: «Не паникуй… У соглашения нет юридической основы… Прилетят, мы соберёмся в Ново-Огарёво. К Новому году будет Союзный договор!».
17—22 декабря Руцкой посетил Пакистан, Афганистан и Иран, где вёл переговоры об освобождении советских военнопленных. После встречи с Руцким пакистанские власти передали в Москву список из 54 военнопленных, находившихся у моджахедов. Четырнадцать из них в то время ещё были живы. В целом, однако, попытка Руцкого не принесла особых успехов.
На рубеже 1991—1992 годов Руцкой в серии выступлений и публикаций подверг резкой критике членов кабинета Егора Гайдара за спровоцированные их экономическими нововведениями «неимоверный рост цен, тотальное обнищание населения, прогрессирующий спад производства, развал военно-промышленного комплекса», характеризовал всё это как следствие забвения национальных интересов России. Руцкой отмечал недостаток в правительстве Ельцина специалистов-практиков и избыток учёных-экономистов. Тогда же он назвал кабинет Гайдара «мальчиками в розовых штанишках». Впоследствии эта фраза стала крылатой.
В ответ 19 декабря 1991 года президент Ельцин подписал указ о переходе структур, подчинявшихся вице-президенту, в ведение правительства.
В феврале 1992 года в интервью испанской газете «Вангуардиа» Руцкой выступил за прекращение следствия по делу ГКЧП и освобождение всех обвиняемых.

### Руководство сельским хозяйством

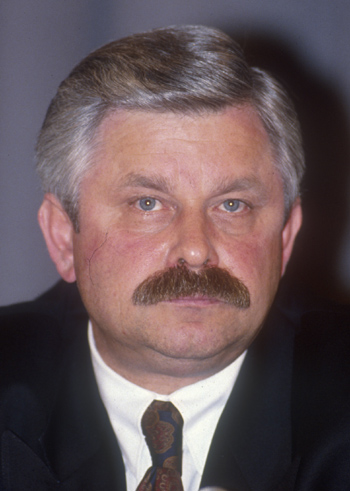
А. В. Руцкой. Фото 1992 года

Указом президента РФ от 26 февраля 1992 года Руцкой был назначен председателем комиссии по аграрной реформе при президенте РФ. Тогда многие отметили, что тем самым от него желают избавиться, памятуя пример Егора Лигачёва.
Руцкой занимал эту должность до апреля 1993 года. По концепции Руцкого, сельскохозяйственной отраслью должны управлять не административные структуры и Советы, а финансы: государственно-коммерческие банки со смешанным и частным капиталом. Тогда же он начал прорабатывать вопрос о создании Земельного банка, но вопрос так и не был решён. В непосредственном подчинении Руцкого было создано 17 отделов с количеством сотрудников, которое превышало численность Минсельхоза. С его подачи правительством был создан Федеральный центр земельной и агропромышленной реформы. Руцкой поручил собирать сведения о незавершённых объектах строительства на селе и искать для них западных инвесторов. Опираясь на зарубежные инвестиции, Руцкой предполагал поднять сельское хозяйство Юга, а уж потом распространить достижения на всю страну.
К октябрю 1992 года были подготовлены три программы сельхозреформ — официально принятая правительственная программа, программа Минсельхоза и программа Центра Руцкого.

### 1992 год
В июне 1992 года, в разгар грузино-осетинского конфликта, Руцкой (Ельцин в это время находился с визитом в США) отдал приказ о нанесении авиационных ударов по грузинским войскам, обстреливавшим Цхинвал, и позвонил главе Грузии Эдуарду Шеварднадзе, пригрозив бомбардировкой Тбилиси. Боевые действия прекратились. 24 июня 1992 года Борис Ельцин и Эдуард Шеварднадзе при участии представителей Северной Осетии и Южной Осетии подписали Сочинское соглашение о прекращении огня.
В апреле того же года, в разгар войны в Приднестровье, посетил Тирасполь. По его собственным словам, направил президенту Молдовы Мирче Снегуру ультиматум о прекращении огня.

### 1993 год
8 октября 1992 года Руцкой возглавил созданную Указом президента РФ Межведомственную комиссию Совета безопасности Российской Федерации по борьбе с преступностью и коррупцией.
19 февраля 1993 года была опубликована развёрнутая программа Руцкого из 12 пунктов по борьбе с преступностью и коррупцией, названная «Так дальше жить опасно».
В ходе конституционного кризиса Руцкой накануне телеобращения Бориса Ельцина, состоявшегося 20 марта 1993 года, отказался завизировать проект президентского указа «Об особом режиме управления по преодолению кризиса власти» и направил Ельцину письмо, в котором предупреждал о грозящем расколе общества и государства, обращая внимание на антиконституционный характер указа. На экстренном заседании Верховного Совета РФ 21 марта Руцкой открыто осудил действия президента, призвал Верховный Совет, Конституционный суд, Генеральную прокуратуру подойти к решению этого вопроса спокойно, демократическим образом.
16 апреля Руцкой на сессии Верховного совета подвёл итоги работы межведомственной комиссии по борьбе с преступностью и коррупцией — он привел многочисленные факты нарушений действующего законодательства некоторыми представителями верхних эшелонов власти, а также сообщил, что в его распоряжении находится 11 чемоданов документов с доказательствами. В списках виновных значились Егор Гайдар, Геннадий Бурбулис, Михаил Полторанин, Владимир Шумейко, Александр Шохин, Анатолий Чубайс и Андрей Козырев. Парламент принял решение о направлении представленных документов в прокуратуру. По словам Руцкого, эти документы были похищены из его кабинета после событий октября 1993 года.
После Всероссийского референдума 25 апреля 1993 года Борис Ельцин освободил Александра Руцкого от всех полномочий.
29 апреля была утверждёна специальная комиссия Верховного Совета по расследованию коррупции высших должностных лиц. В тот же день Руцкой был отстранён от руководства Межведомственной комиссией, ему также были запрещёны встречи с силовыми министрами.
Начальником управления по обеспечению деятельности Межведомственной комиссии Совета безопасности РФ по борьбе с организованной преступностью и коррупцией был назначен Андрей Макаров. В августе того же года комиссия обвинила самого Александра Руцкого в незаконных финансовых операциях.

### Временное отстранение от должности
16 июня Руцкой заявил, что передаст чемоданы компромата в Прокуратуру. Одним из итогов этого стало лишение Верховным Советом депутатской неприкосновенности Владимира Шумейко 23 июля, который позже был отстранён от исполнения обязанностей первого вице-премьера «до завершения следствия», однако уголовное дело в итоге было закрыто. В ответ Ельцин освободил от должности министра безопасности Виктора Баранникова, обвинив его в помощи Руцкому в сборе чемоданов компромата.
29 августа Руцкому был запрещён въезд в Кремль, а его рабочий кабинет опечатан. Руцкой приказал своему водителю ехать в здание Верховного Совета, где по распоряжению Руслана Хасбулатова ему был выделен временный рабочий кабинет на 3 этаже.
1 сентября 1993 года указом президента вице-президент Руцкой был «временно отстранён от исполнения обязанностей». 3 сентября Верховный Совет принял решение направить в Конституционный суд ходатайство с просьбой проверить соответствие Основному Закону положений указа президента РФ от 1 сентября в части, касающейся временного отстранения от исполнения обязанностей вице-президента Александра Руцкого. По мнению парламентариев, издав этот указ, Борис Ельцин вторгся в сферу полномочий судебных органов государственной власти. До разрешения дела в Конституционном суде действие указа было приостановлено.

### Октябрьские события
После того как Указом Президента Б. Н. Ельцина № 1400 от 21 сентября 1993 года было объявлено о прекращении с 21 сентября «осуществления Съездом народных депутатов и Верховным Советом Российской Федерации их законодательных, распорядительных и контрольных функций», Конституционный суд, собравшийся в это же время, объявил действия Ельцина неконституционными, а указ № 1400 — основанием для немедленного прекращения его полномочий согласно ст. 121-6 Конституции (Основного Закона) Российской Федерации — России (РСФСР) 1978 года. Данная статья конституции и 6 статья закона «О Президенте РСФСР» гласили:
Полномочия Президента Российской Федерации не могут быть использованы для изменения национально-государственного устройства Российской Федерации, роспуска либо приостановления деятельности любых законно избранных органов государственной власти, в противном случае они прекращаются немедленно.
В ночь с 21 на 22 сентября Верховный Совет Российской Федерации, на основании заключения Конституционного суда, принял постановление о прекращении полномочий президента Бориса Ельцина с момента издания указа № 1400 и временном переходе полномочий, согласно Конституции, к вице-президенту Александру Руцкому. 22 сентября в 00:25 Руцкой приступил к исполнению обязанностей президента России и отменил антиконституционный указ отрешённого президента Ельцина. Руцкой был признан в качестве и. о. Президента исполнительными и представительными органами власти в некоторых регионах, почти все региональные Советы признали указ Ельцина антиконституционным, однако он почти ничего не контролировал.
В ночь с 23 на 24 сентября 1993 года X Чрезвычайный (внеочередной) Съезд народных депутатов Российской Федерации утвердил решения Верховного Совета о прекращении полномочий президента Б. Н. Ельцина и переходе их к вице-президенту, объявил действия Ельцина государственным переворотом.
Одним из первых указов Руцкого в качестве и. о. президента было назначение новых министров силовых ведомств. Министром обороны стал Владислав Ачалов, и. о. министра внутренних дел — Андрей Дунаев, министром безопасности вновь стал Виктор Баранников.
2 октября Александр Руцкой подписал не имевший практических последствий указ об освобождении Виктора Черномырдина от должности председателя Совета министров.
3 октября Руцкой с балкона Дома Советов призвал идти на штурм мэрии Москвы (бывшее здание СЭВ) и телецентра Останкино. Значимые чиновники мэрии были задержаны, но вскоре отпущены. Как вспоминает сам Руцкой, решение о штурме мэрии было принято после того, как оттуда был открыт огонь по демонстрантам, подошедшим к зданию Верховного Совета. Спустившись с балкона Белого дома, Руцкой сказал назначенному им заместителю министра обороны Альберту Макашову, что Останкино штурмовать не надо, а только лишь потребовать предоставление эфира, используя мирные средства.

Руцкой в своих воспоминаниях пишет следующее:
Я признаю, что первый мой порыв был недостаточно продуман. Это и неудивительно для человека, который почти не спал двенадцать суток в условиях замкнутого пространства, потока дезинформации и напряжённого психологического противостояния. Но, быстро поняв, что у нас пока недостаточно сил, чтобы бескровно решить эту проблему, я отменил своё решение, приказав к телецентру не ходить. Но удержать разъярённую массу людей, на глазах которых зверски били и расстреливали их единомышленников, было уже невозможно. Призывы идти в «Останкино» доносились из толпы демонстрантов задолго до того, как я отдал аналогичный приказ.
Согласно заключению комиссии Госдумы по дополнительному изучению и анализу событий, происходивших в городе Москве 21 сентября — 5 октября 1993 года:

С целью добиться предоставления «прямого эфира» для руководства Верховного Совета, по распоряжению и. о. Президента Российской Федерации А. В. Руцкого к телецентру «Останкино» была направлена автоколонна сторонников Верховного Совета, возглавлявшаяся уполномоченными для ведения переговоров с руководством и охраной телецентра народным депутатом Российской Федерации И. В. Константиновым и генерал-полковником А. М. Макашовым. Вслед за указанной автоколонной к телецентру направилась многочисленная пешая колонна демонстрантов. Для обеспечения охраны при переговорах и поддержания порядка среди демонстрантов в составе автоколонны находились 16 членов дополнительных охранных подразделений Верховного Совета, имевших при себе оружие и подчинявшихся А. М. Макашову. Насильственного захвата телецентра «Останкино» не планировалось.
 Также по мнению комиссии, отдельные, в основном стихийные, противоправные действия некоторых сторонников Верховного Совета у телецентра (в частности, таран дверей телецентра грузовиком) не могут рассматриваться как «штурм» телецентра.
По воспоминаниям Ельцина, Руцкой звонил командующему ВВС Дейнекину и призывал его прийти ему на помощь. По словам первого заместителя председателя Верховного Совета Юрия Воронина, который тоже находился в осаждённом Доме Советов, сам Руцкой не верил в помощь высшего генералитета:
«Что, — говорил он Хасбулатову, — Кобец, Волкогонов, Шапошников будут на стороне Верховного Совета, когда Ельцин после 2 января 1992 года задним числом разрешил им практически бесплатно приватизировать дорогостоящие дачи Минобороны? Да ни в жизнь!»
3 октября 1993 года в 18:00 Ельцин подписал указ об освобождении Руцкого от исполнения обязанностей вице-президента РФ (согласно статье 121.10 действовавшей Конституции, вице-президент мог быть отрешён от должности только Съездом народных депутатов на основании заключения Конституционного суда) и об увольнении его из армии.
4 октября в прямом эфире радиостанции «Эхо Москвы» во время штурма Белого дома Руцкой прокричал: «Если слышат меня лётчики, поднимайте боевые машины! Эта банда засела в Кремле и в министерстве внутренних дел, и оттуда ведёт управление. Я умоляю вас: спасайте погибающих людей! Спасайте погибающую демократию!». Руцкой утверждает, что видел людей, которые погибли от попадания танковых снарядов в окна Белого дома.
После штурма войсками здания Верховного Совета и полного поражения своих сторонников вечером 4 октября 1993 года Руцкой был арестован по обвинению в организации массовых беспорядков 3—4 октября 1993 года (ст. 79 УК РСФСР), после чего доставлен в следственный изолятор в Лефортово. Ельцин продолжил руководить Россией, а 3 июля 1996 года он был снова избран президентом и через месяц, 9 августа, вступил в должность.
25 декабря 1993 года вступила в силу принятая на всенародном голосовании Конституция Российской Федерации, которая упразднила пост вице-президента (само голосование было проведено не на основании Закона РСФСР «О референдуме РСФСР», а на основании указа Ельцина). 26 февраля 1994 года освобождён из-под стражи в связи с постановлением об «амнистии», принятом Государственной Думой (хотя суд над ним так и не состоялся), но при этом Руцкой не ставил свою подпись, что согласен с амнистией, поскольку он не признал своей вины. Ельцин требовал не допустить проведения амнистии. В докладе комиссии Госдумы по дополнительному изучению и анализу событий 21 сентября — 5 октября 1993 года, со ссылкой на бывшего члена президентского совета Алексея Казанника (который на следующий день после штурма Дома Советов был назначен Ельциным на пост Генерального прокурора), утверждается, что Ельцин и его окружение предлагали Казаннику судить Руцкого и других лиц, выступивших против разгона Съезда и Верховного Совета, по статье 102 УК РСФСР (умышленное убийство при отягчающих обстоятельствах), которая предусматривала смертную казнь. Казанник в ответ сказал Ельцину, что нет юридических оснований для применения данной статьи. Данный факт подтверждает в своих воспоминаниях Руцкой.
По словам Руцкого, после октябрьских событий с Ельциным он впервые встретился в 1997 году на Нижегородской ярмарке, где тот протянул ему руку со словами: «Александр Владимирович, кто старое помянет, тому глаз вон!». После ухода Ельцина с поста президента РФ Руцкой получил от него письмо с гербовой президентской печатью, в котором он написал: «к глубокому сожалению, вы, Александр Владимирович, оказались правы в том, чем все это закончится», а также добавил «Если можете, простите меня».
3 октября 2013 года в программе «Поединок» на телеканале «Россия-1» Руцкой предложил пересмотреть решение Госдумы об амнистии, возобновив расследование уголовного дела по событиям 21 сентября — 4 октября 1993 года, и затем направить материалы дела в суд.

#### После Октябрьских событий 1993 года
В начале декабря 1993 года следственная бригада прокуратуры города Москвы установила, что арестованный Руцкой не имеет отношения к фирме «Трейд Линкс Лтд.» и её банковскому счёту. Трастовое соглашение, согласно которому Руцкой являлся владельцем «Трейд Линкс Лтд.», признано поддельным.
В феврале 1994 вошёл в инициативную группу общественного движения «Согласие во имя России» (среди подписавших обращение о создании движения были Валерий Зорькин, Геннадий Зюганов, Сергей Бабурин, Станислав Говорухин, Сергей Глазьев и другие).
С апреля 1995 до декабря 1996 года — основатель и председатель Социал-патриотического движения «Держава». В августе 1995 года Руцкой на втором съезде движения «Держава» возглавил федеральный список движения на выборах в Государственную думу, вторым и третьим в нём значились Виктор Кобелев и Константин Душенов. Однако на прошедших выборах 17 декабря движение получило лишь 2,57 % (1 781 233 в количественном исчислении) голосов избирателей и не смогло преодолеть 5%-й барьер.
25 декабря 1995 года Центризбирком зарегистрировал инициативную группу по выдвижению Руцкого на пост президента. 10 апреля 1996 года Руцкой сообщил, что снял свою кандидатуру для регистрации в ЦИК и призвал своих сторонников голосовать на президентских выборах за Геннадия Зюганова. Несколько ранее, 18 марта, он присоединился к коалиции, выдвинувшей Зюганова на пост президента.
Активно участвовал в предвыборной кампании Зюганова. В начале апреля принимал участие в предвыборной поездке Геннадия Зюганова по городам Воронежской и Липецкой области. 6 июня 1996 года в рамках его предвыборной кампании посетил Архангельск.
С августа 1996 года — сопредседатель Народно-патриотического союза России. В ноябре 1996 года защитил диссертацию на соискание учёной степени кандидата экономических наук. В 1999 году защитил диссертацию на соискание учёной степени доктора экономических наук. Автор книг: «Аграрная реформа в России», «Лефортовские протоколы», «Крушение державы», «Мысли о России», «Обретение Веры», «Неизвестный Руцкой», «О нас и о себе», «Кровавая осень».

## Губернатор Курской области (1996—2000)

### Выдвижение и избрание

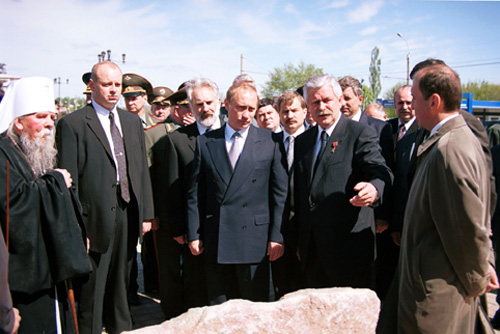
В. В. Путин с губернатором Курской области А. В. Руцким (в центре справа) во время посещения мемориального комплекса «Курская дуга» 8 мая 2000 года

О своём намерении баллотироваться на пост губернатора Курской области Руцкой заявил ещё 9 апреля в Воронеже во время предвыборной кампании Зюганова.
В начале сентября 1996 года инициативная группа по выдвижению Руцкого на пост губернатора Курской области передала в областную избирательную комиссию более 22 тысяч подписей жителей области. 9 сентября избирком отказал Руцкому в регистрации на том основании, что по закону кандидат на пост губернатора должен прожить в Курске не менее года. Руцкой как почётный гражданин Курска, проживший в области 18 лет, подал апелляцию. 25 сентября Верховный суд России оставил в силе решение курского избиркома, после чего он подал кассационную жалобу. 16 октября президиум Верховного суда РФ отменил решение Курской избирательной комиссии, а 17 октября, за двое суток до голосования, избирательная комиссия Курской области зарегистрировала Александра Руцкого кандидатом на пост главы администрации области.
Кандидат на пост губернатора от КПРФ Александр Михайлов снял свою кандидатуру за сутки до голосования.
20 октября 1996 года избран главой администрации Курской области при поддержке Народно-патриотического союза России подавляющим большинством голосов избирателей (78,9 %).
С 1996 по 2000 год глава администрации Курской области, член Совета Федерации, член Комитета Совета Федерации по вопросам экономической политики.

### Деятельность на посту губернатора

Триумфальная арка — центральный объект мемориального комплекса «Курская дуга», возведённого во времена губернаторства Руцкого

#### Дальнейшая деятельность
В октябре 2000 года Руцкой выставил свою кандидатуру на выборы главы администрации Курской области. Однако за несколько часов до голосования 22 октября был отстранён от участия в выборах решением Курского областного суда за использование служебного положения, недостоверные данные о личном имуществе, нарушения предвыборной агитации и т. д.
Внесённый А. Руцким в Верховный Суд РФ протест на решение Курского областного суда об отмене регистрации был рассмотрен Гражданской коллегией Верховного суда и отклонён 2 ноября 2000 года.
В декабре 2001 года Руцкому прокуратурой Курской области был предъявлен судебный иск. Иск был связан с незаконной приватизацией четырёхкомнатной квартиры (проведённой в июле 2000 года). В дальнейшем Руцкой был привлечён по статье 286 УК РФ (превышение должностных полномочий) в качестве обвиняемого. Дело было закрыто за отсутствием состава преступления, так как не были предъявлены доказательства по этому делу.
В 2001—2003 годах — проректор МГСУ.
В 2003 году участвовал в выборах депутатов Государственной Думы по одному из округов Курской области. Не был допущен до выборов, так как его регистрация как кандидата была аннулирована Верховным Судом в связи с предоставлением в избирком неправильных сведений о месте работы.
С 2007 года — председатель совета директоров крупного цементного завода в Воронежской области.
С 31 мая 2013 года является членом Общественного совета при Следственном комитете Российской Федерации.
С ноября 2013 года — член попечительского совета Общероссийской общественной организации «Комитет поддержки реформ Президента России».
Поддержал оккупацию и аннексию Крыма Россией, а также участие России в войне на востоке Украины. Заявлял о «необходимости принуждения Украины к миру» по примеру Молдовы и Грузии: по его словам, Россия не должна останавливаться даже перед нанесением ракетных ударов по территории Украины, если Киев не согласится с требованиями Москвы.
Летом 2014 года пытался выдвинуть свою кандидатуру на выборы губернатора Курской области, однако не был зарегистрирован из-за проблем с прохождением муниципального фильтра.
В феврале 2015 года, комментируя убийство Бориса Немцова в эфире телеканала «Дождь», заявил, что за данным преступлением «стоят Киев, Брюссель и Вашингтон».
С 2015 года — председатель совета директоров ООО «Единая Справочная Служба».
В 2015 году участвовал в создании «Объединённой аграрно-промышленной партии России».
В 2016 году на выборах в Государственную думу седьмого созыва баллотировался в депутаты в составе федеральной части списка партии «Патриоты России» и одномандатного округа в Курской области.
Поддержал полномасштабное вторжение России на Украину 24 февраля 2022 года. В ноябре того же сказал «если бы позвали, я был бы этому только рад… отказываться не буду, пойду работать».
Однако в начале 2023 года раскритиковал действия российской армии против населения Украины, назвал вторжение «дурью» и «трагедией», обвинил в измене «того, кто это всё устроил в Москве».

## Награды и звания
- звание «Герой Советского Союза» с вручением ордена Ленина и знака особого отличия — медали «Золотая Звезда» № 11589 (8 декабря 1988 года) — «за мужество и героизм, проявленные при выполнении интернациональной помощи Республике Афганистан»[2];
- воинское звание генерал-майора авиации (24 августа 1991 года)[3];
- орден Красного Знамени[4] (09.09.1986);
- орден Красной Звезды[4] (27.11.1985);
- орден Красного Знамени (Республика Афганистан);
- орден «Дружба народов» (Республика Афганистан);
- орден «Звезда» 1-й степени (Республика Афганистан);
- орден «За храбрость» (Республика Афганистан);
- орден Республики Приднестровской Молдавской Республики (ПМР);
- орден Суворова 1-й степени Приднестровской Молдавской Республики (ПМР);
- орден «За личное мужество» Приднестровской Молдавской Республики (ПМР);
- орден святого благоверного князя Даниила Московского 2-й степени (РПЦ);
- Орден Святителя Николая Чудотворца I степени
- почётный гражданин Курска[4];
- почётный гражданин Курчатова;
- почётный гражданин Обояни;
- почётный гражданин Суджи;
- почётный гражданин посёлка Пристень;
- военный лётчик-снайпер;
- его имя высечено на стене Славы «Героям-курянам», установленной на Красной площади в Курске;
- доктор экономических наук;
- кандидат военных наук;
- профессор.

## Личная жизнь
- Первая жена — Нелли Степановна Чурикова, кандидат медицинских наук. Поженились в 1969 году в Барнауле, развелись в 1974 году[7].
  - Сын — Дмитрий Александрович Руцкой (род. 1971), предприниматель, генеральный директор Управляющей компании «Аптечные традиции», а также сети аптек в Курской и Орловской областях[6][9][нет в источнике], возглавляет ОАО «Курскфармация»[7]. Окончил военное училище[4]. Женат, двое детей.
- Вторая жена — Людмила Александровна Новикова, модельер[9][нет в источнике], президент дома моделей фирмы «Вали-мода» Валентина Юдашкина[4]. С ней Руцкой познакомился в Борисоглебске.
  - Сын — Александр Александрович Руцкой (род. 1975[7])[6][9], окончил Суворовское училище[4]  Финансовый университет при Правительстве РФ[7] .Российскую академию народного хозяйства и государственной службы, Предприниматель Директор "Регионнефтехим" Женат, трое детей.
- Третья жена — Ирина Анатольевна Попова (род. 1973)[9][нет в источнике].
  - Сын — Ростислав Александрович Руцкой (род. 1999), старший лейтенант юстиции, помощник военного прокурора Красногорского гарнизона Московской городской военной прокуратуры.
  - Дочь — Екатерина Александровна Руцкая (род. 1993).

## Увлечения
- Любимое занятие Александра Владимировича — рисование и скульптура. Во всех гарнизонах, где довелось ему служить, он оставил о себе память — стелу или скульптурный портрет.
- До Афганистана был заядлым охотником, но после войны, по словам Александра Владимировича, он не может заставить себя выстрелить, считая, что у него грех на душе: «Я воевал и нажимал на боевую кнопку». Любит рыбалку.

## Киновоплощения
- Актёр Игорь Старосельцев сыграл роль вице-президента Российской Федерации Александра Руцкого в художественном фильме «Ельцин. Три дня в августе» (Россия, 2011 год).